# Muntanyes del Taure

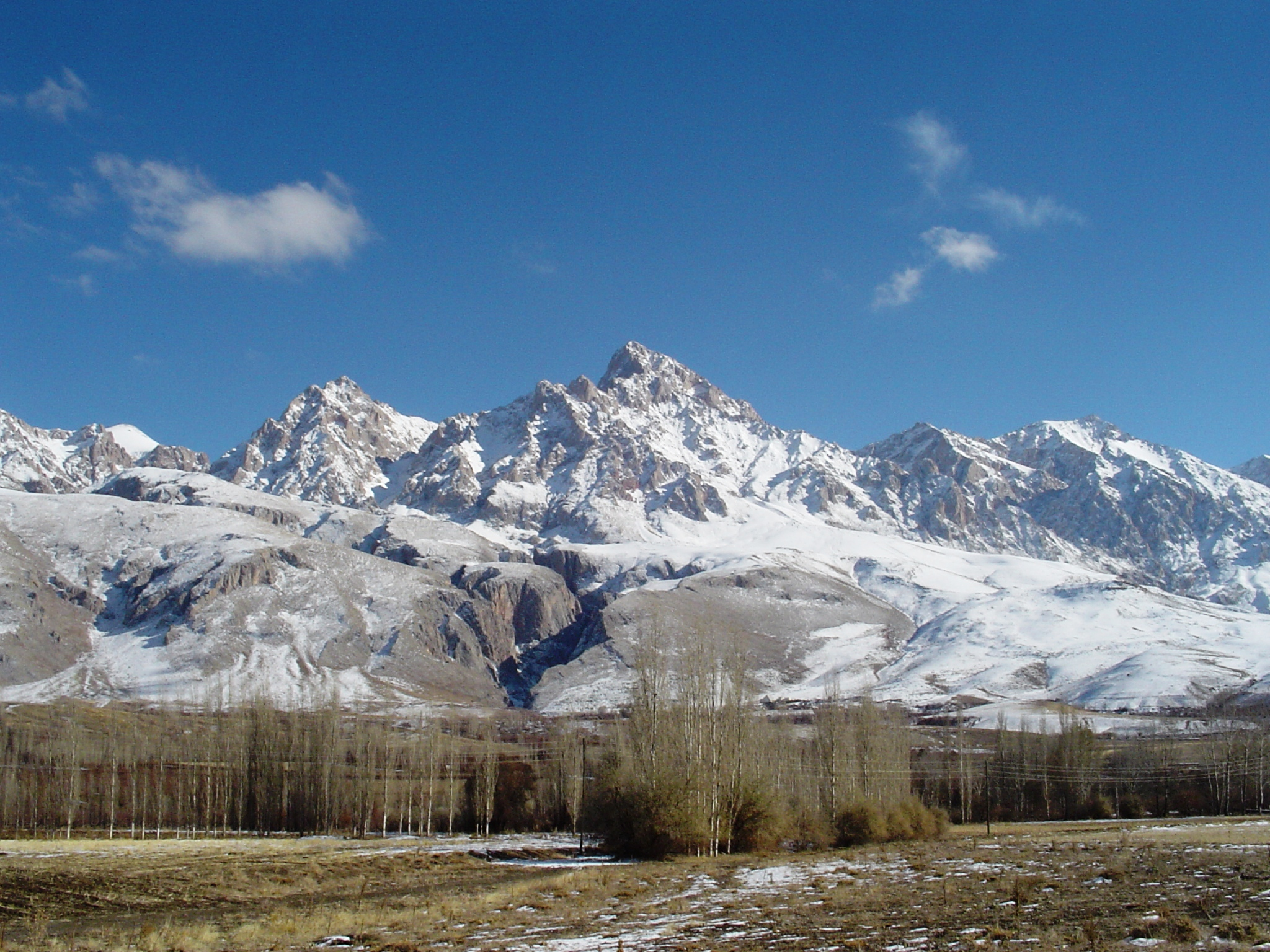
El massís d'Aladag.

Les muntanyes del Taure (turc: Toros Dağları; kurd: Çiyayên Torosê) és una cadena muntanyosa de Turquia situada a l'est de la península d'Anatòlia i que culmina a 3.734 m d'altitud amb el pic Kaldidag, del massís d'Aladag. És on neix el riu Eufrates. El nom prové de l'arameu Tur o Tura (muntanya alta) i, per analogia, es va aplicar a altres llocs com el Quersonès Tàuric (Crimea) i el Taurisci als Alps Nòrics.
La cadena s'inicia al sud-oest de la península i, a la regió de Cilícia, es divideix en dues branques: el Taure oriental, vers el nord-est (més alt que l'altra serralada), que arriba fins al Caucas i la mar Càspia; el Taure occidental, que ocupa la Cilícia i va cap al sud fins a l'Eufrates.

## Etimologia
La serralada amb el nom actual va ser esmentada a la Història de Polibi com a Ταῦρος (Taûros). Heinrich Kiepert escriu a Lehrbuch der alten Geographie que el nom va ser manllevat en grec antic de l'arrel semítica (arameu antic) טורא ṭūrā, que significa 'muntanya'.

### Nom i estructura del Taure
No hi ha cap acord general sobre l'extensió i subdivisió del terme Taure, que probablement es deu al fet que el terme, originari de l'antiguitat, abastava diferents zones de les muntanyes al llarg de la història. A l'antiguitat, per exemple a Eratòstenes, el Taure també incloïa les serralades de l'Elburz, l'Hindu Kush i fins i tot l'Himàlaia a l'est, que eren vistes com una serralada contínua en la visió del món de l'època.
Aquest article es basa doncs en el fet que el Taure comença al sud-oest de Turquia i acaba a la seva frontera oriental i es divideix en Taure occidental, mitjà i sud-est, que s'estén fins a la frontera oriental de Turquia.
Segueix en gran part l’Atles Universal de Diercke. Altres l'anomenen lleugerament diferent, pe. Taure occidental, Taure i Taure oriental. Alguns situen l'extrem oriental del Taure al sud del llac Van. D'altres només anomenen la secció entre les badies d’Antalya i Mersin com Taurus, però situen el Güney Doğu Toroslar a l'est (sense traducció). Altres estan d'acord a considerar només la secció entre Antalya i Mersin com a Taure (Toros Dağları) i anomenar el Güney Doğu Toroslar a l'est, que no es tradueix com a Taure del sud-est, sinó que es converteix com a Taure armeni segons la tradició antiga (encara que l'actual Armènia és a uns 250 km de distància). En una altra versió, el Taure comença només al nord del cap Anamur, aproximadament a mig camí entre Antalya i Mersin, però després s'estén al nord-est fins al curs superior de l'Eufrates a la presa de Keban a la Província d'Elâzığ i es superposa a l'inici més al sud del Taure oriental exterior. que s'estén fins a la frontera oriental de Turquia.
Segons totes les versions, el Taure es troba completament dins de Turquia. Així, segons el punt de vista oficial turc l'inici del Taure al sud-oest de Turquia, segueix majoritàriament la costa Mediterrània i corre al nord de Síria fins a la frontera oriental de Turquia. Es divideix en Occidental, Mig oest i Taure del Sud-Est.

## Geografia
Les muntanyes de Taure es divideixen en tres cadenes d'oest a est de la següent manera;
- Taure occidental (Batı Toroslar)
- Taure central (Orta Toroslar)
- Taure del sud-oriental (Güneydoğu Toroslar)

### Taure occidental

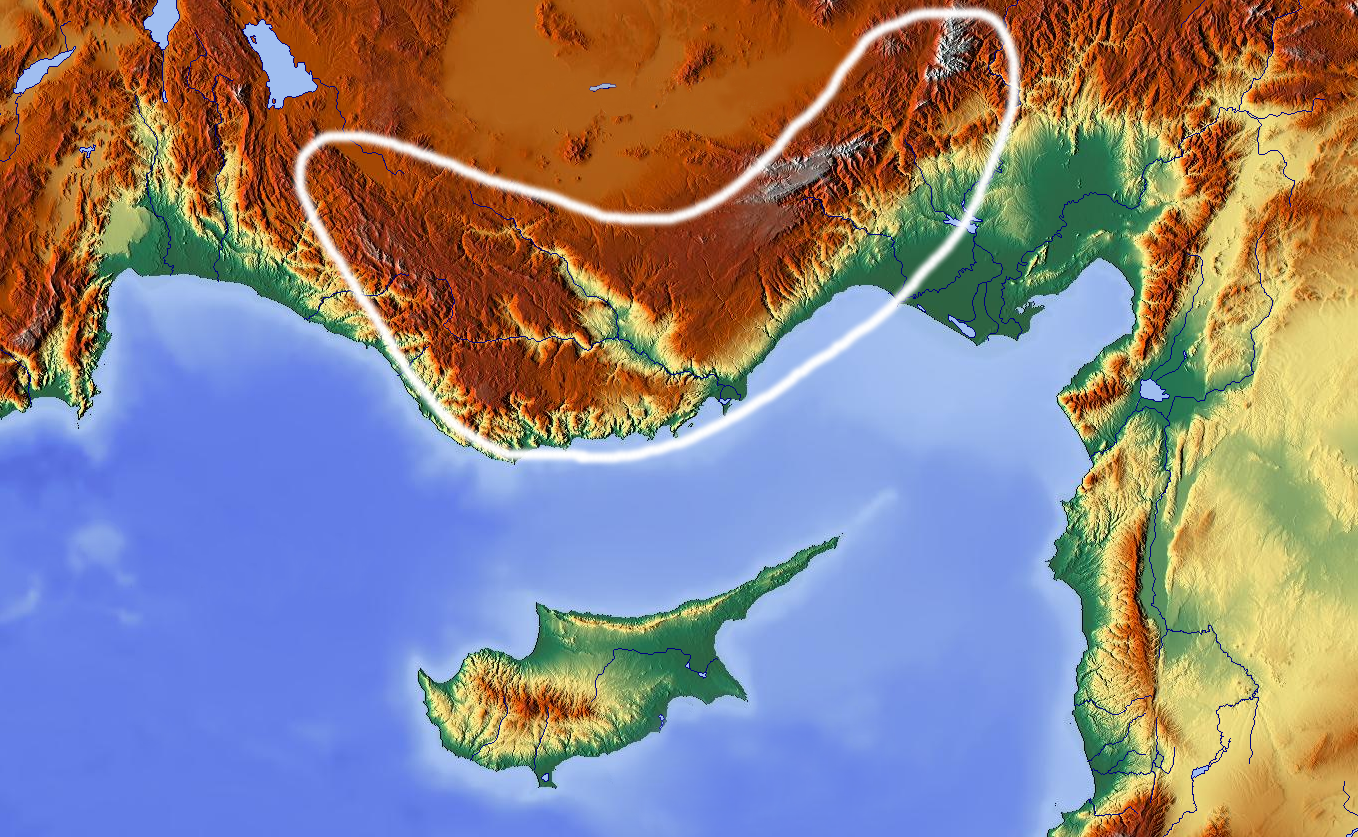
Relleu de les muntanyes Taure

Les muntanyes occidentals del Taure formen un arc al voltant del golf d'Antalya. Inclou les muntanyes Akdağlar, Bey, Katrancık, Kuyucak i Geyik. L'altiplà de Taşeli oriental i el riu Göksu el divideixen de les muntanyes centrals de Taure. Té molts pics que superen els 3.000–3.700 m. Muntanya Kizlarsivrisi, 3.086 m, a les muntanyes Bey és el cim més alt del Taure occidental.

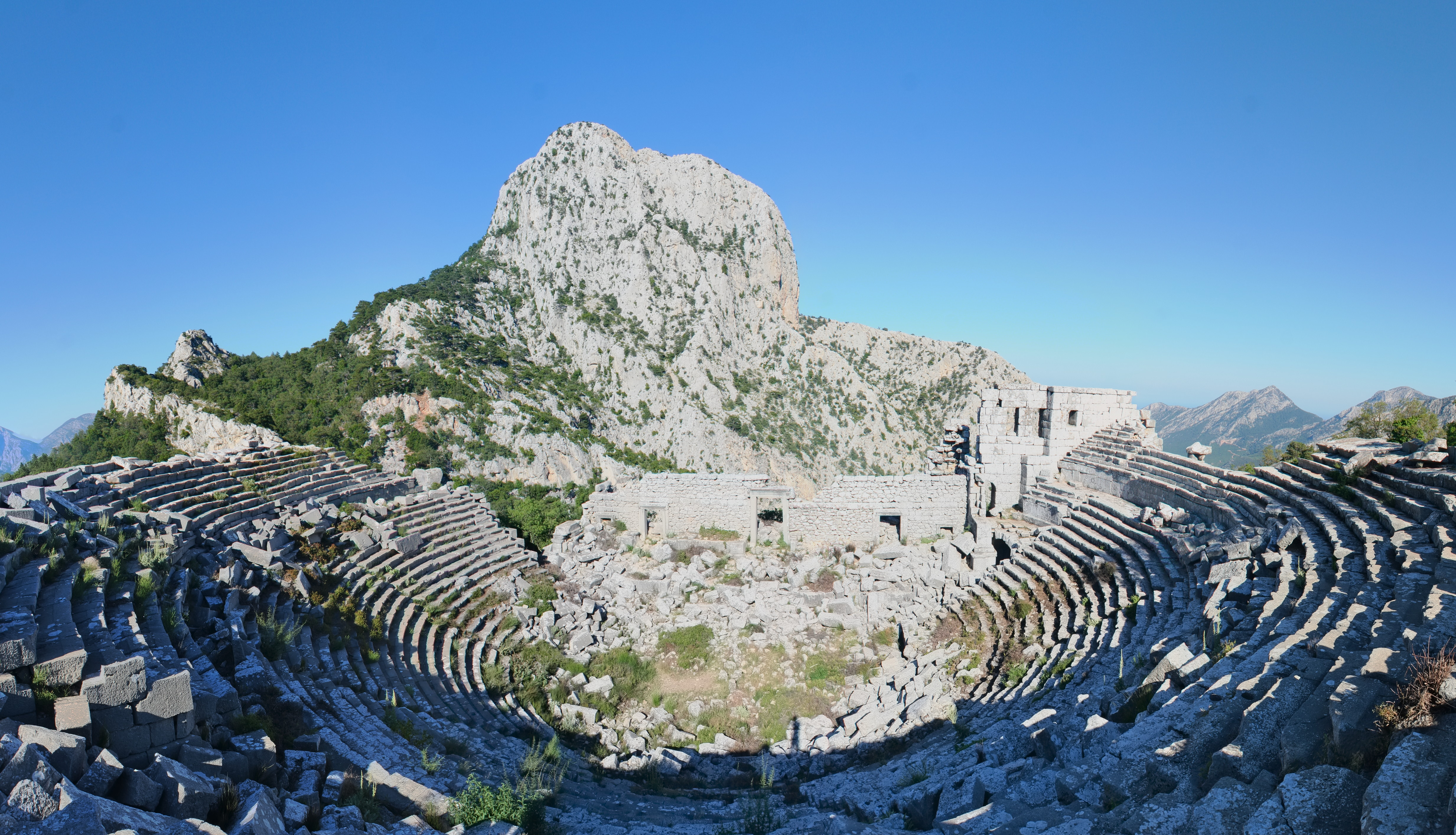
Termessos és una ciutat antiga a l'oest de Taure
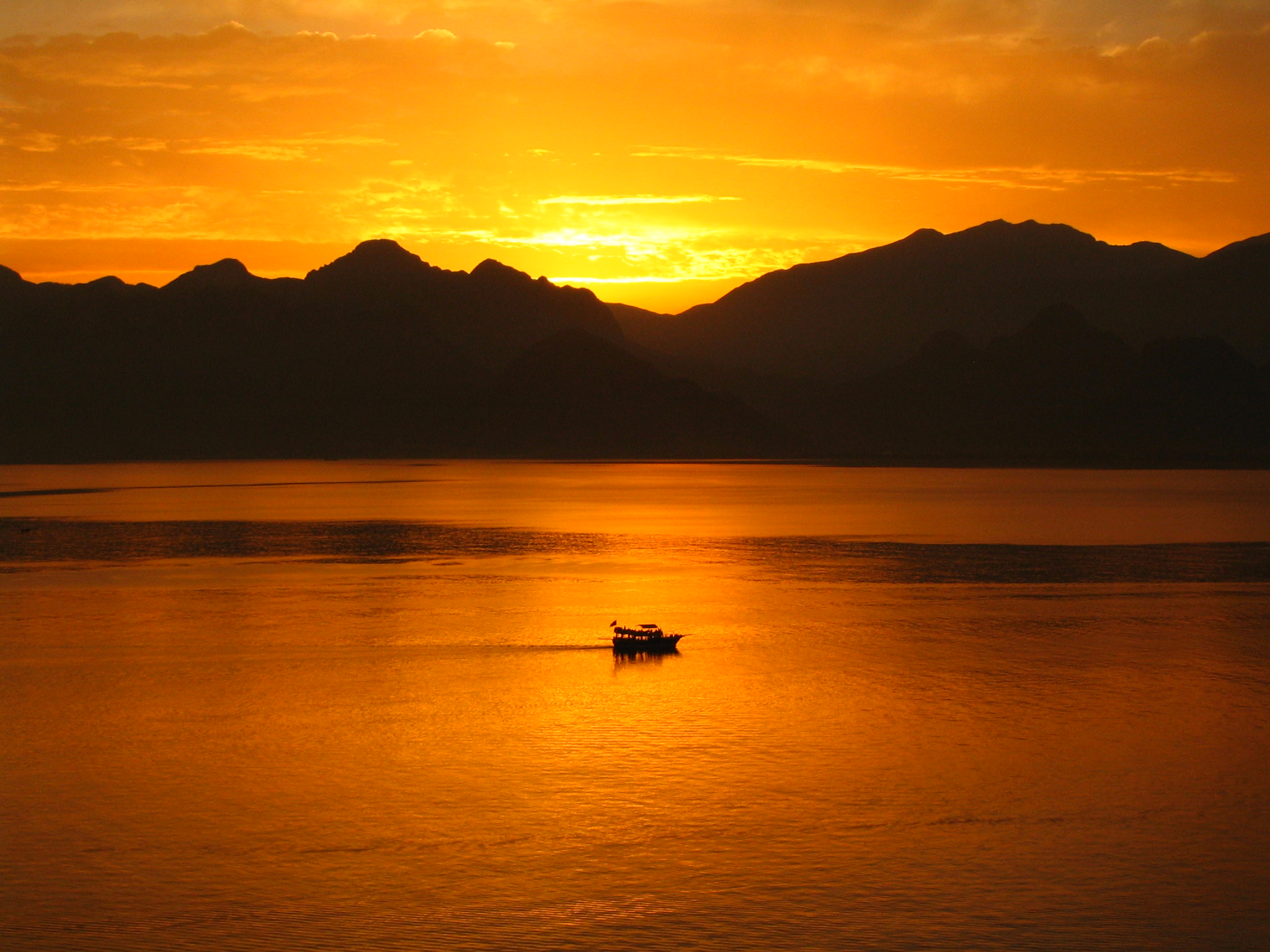
Antalya amb la posta de sol i muntanyes a l'oest
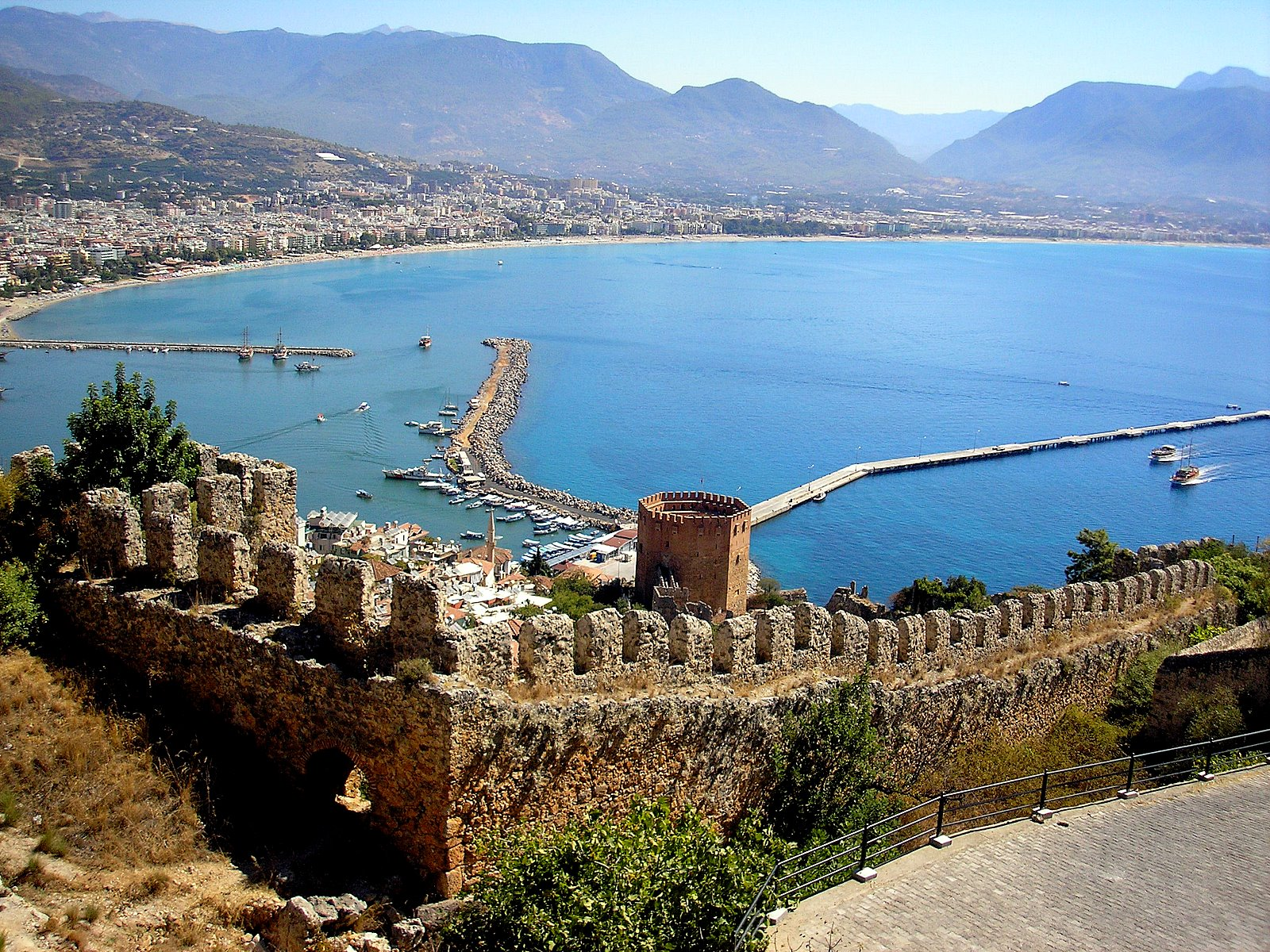
Alanya, i les muntanyes del voltant

### Taure central
Les muntanyes del Taure central es defineixen aproximadament per incloure el nord de la província de Mersin i el nord-oest de la província d'Adana. El punt més alt del Taure central és el mont Demirkazık (3.756 m). La porta de Ferro o pas de Gülek han estat el pas principal pel Taure oriental des de l'antiguitat, connectant la plana costanera de Cilícia amb Anatòlia central. Hi passa la carretera Tarsus-Ankara (E90, O-21). Les cadenes muntanyoses del Taure central són:
- Muntanyes Akçalı, a l'oest
- Muntanyes Bolkar, cim central, cim més alt Medetsiz 3.524 m
- Serralada d'Aladaglar, cim central i més alt Mt. Kızılkaya 3.771 m
- Muntanyes Tahtalı o Muntanyes Anti-Taure
- Serra Munzur, a l'est, cim més alt Mt. Akbaba 3.462 m
  - Serra de Mercan, dins del Munzur

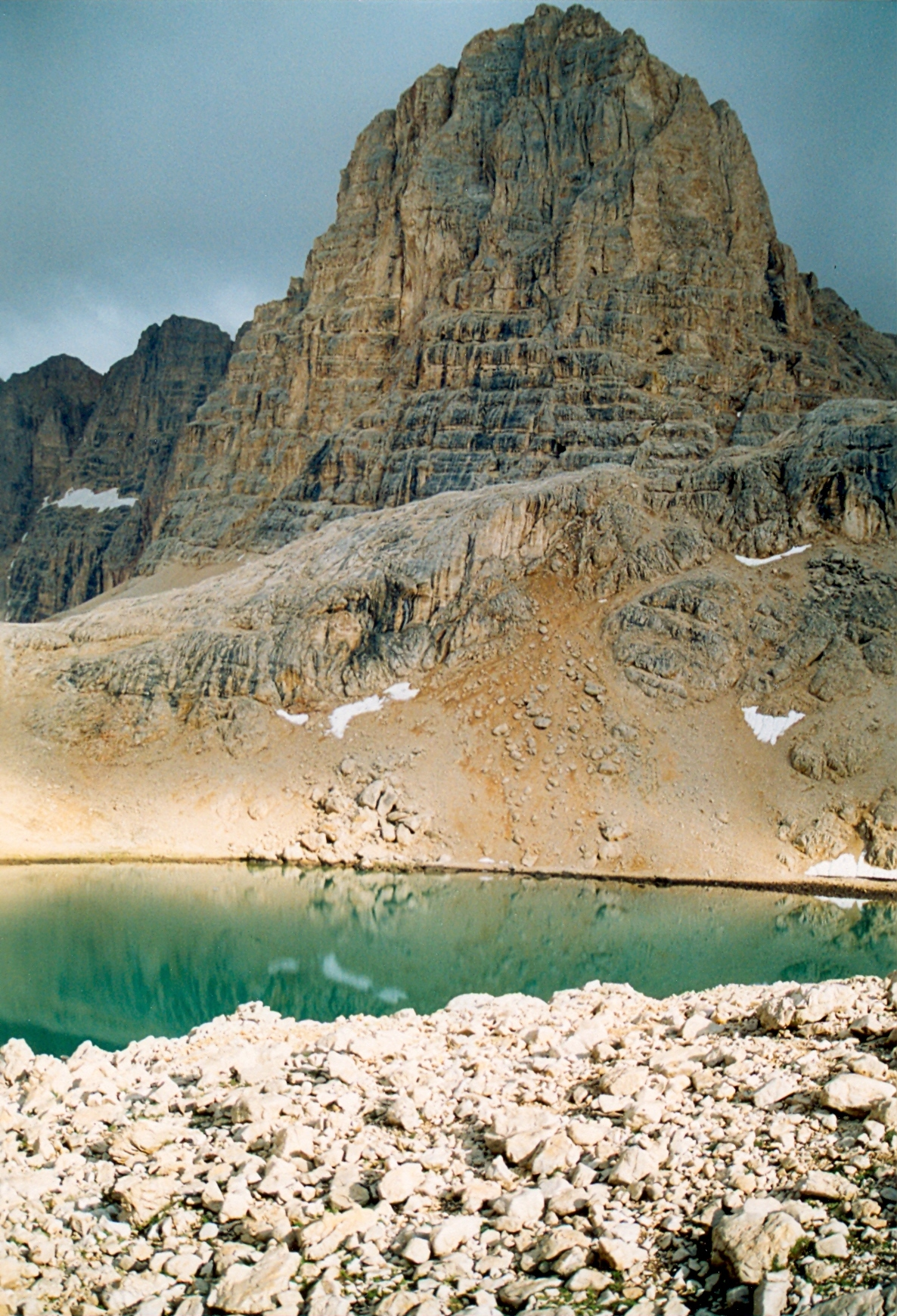
Aladağlar
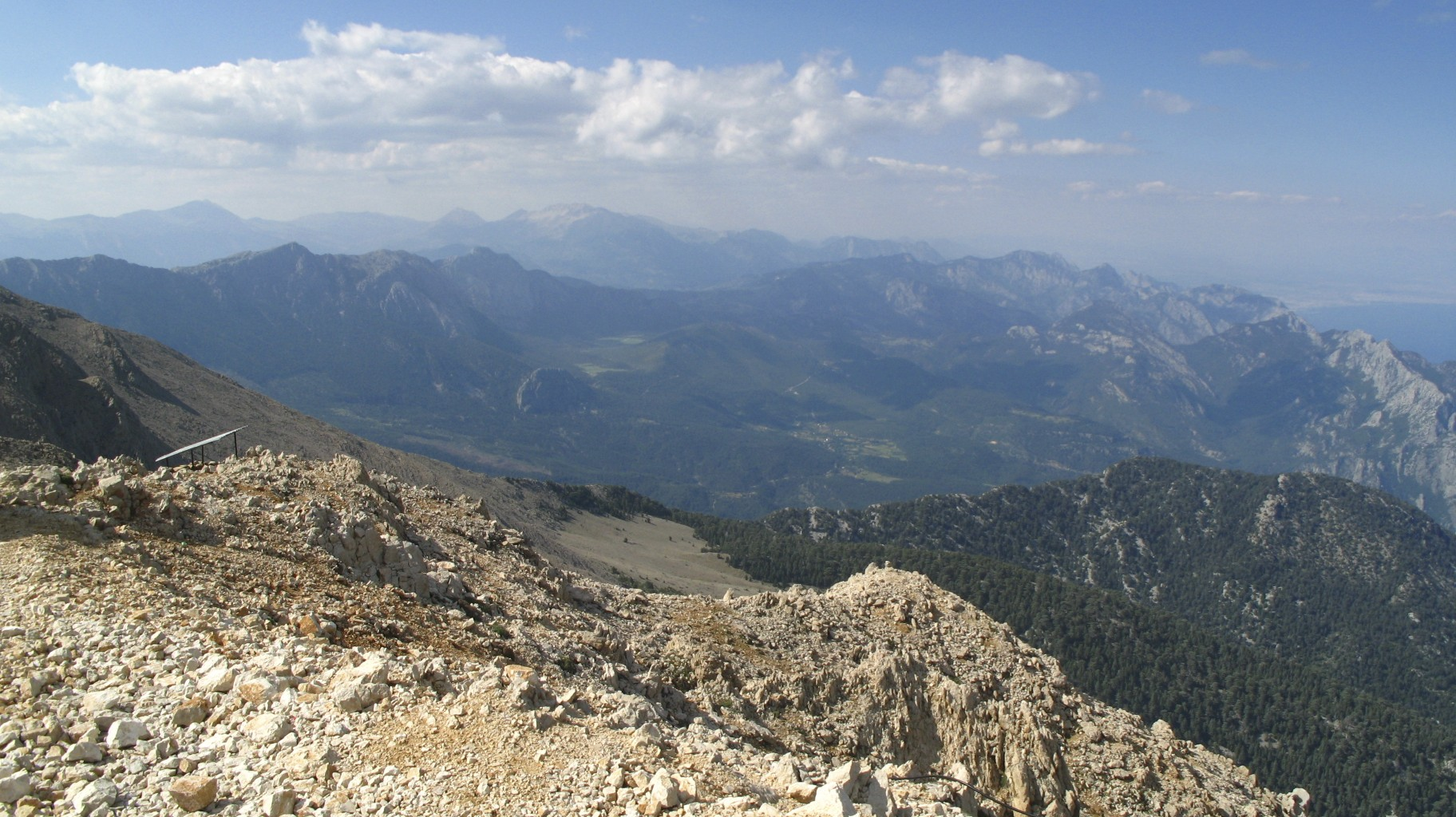
Muntanyes Tahtali
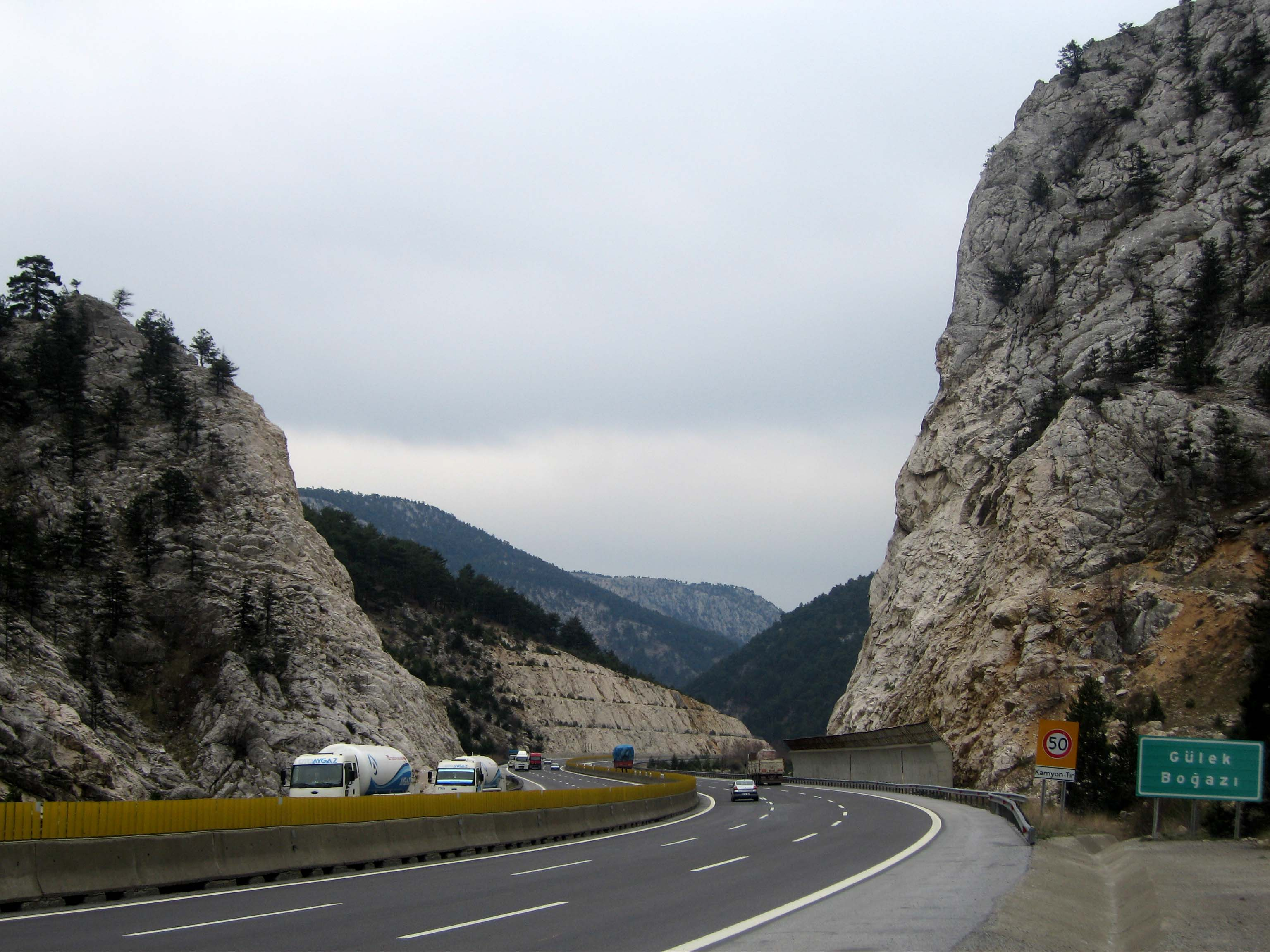
Gülek, província de Mersin
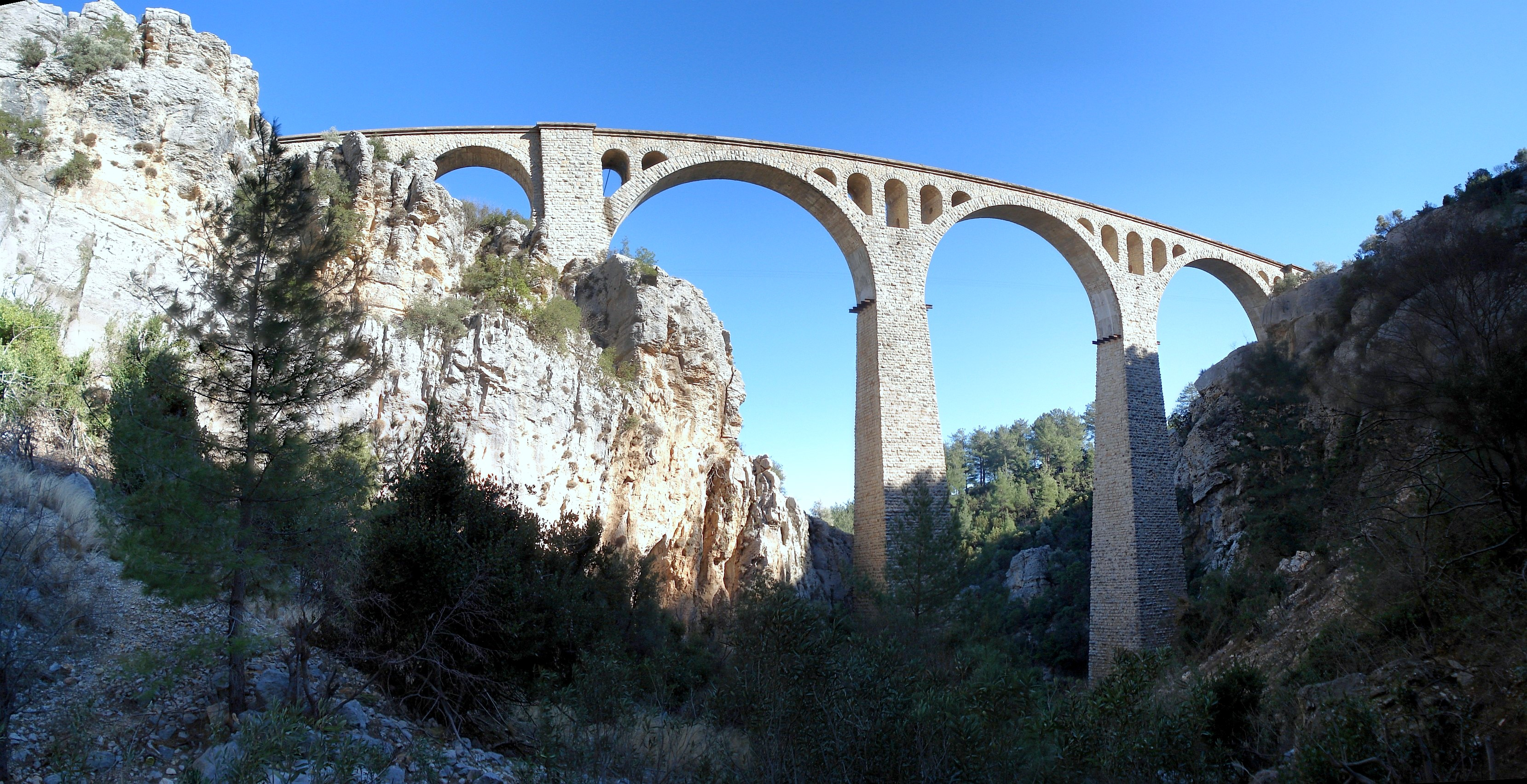
Viaducte ferroviari, província d'Adana
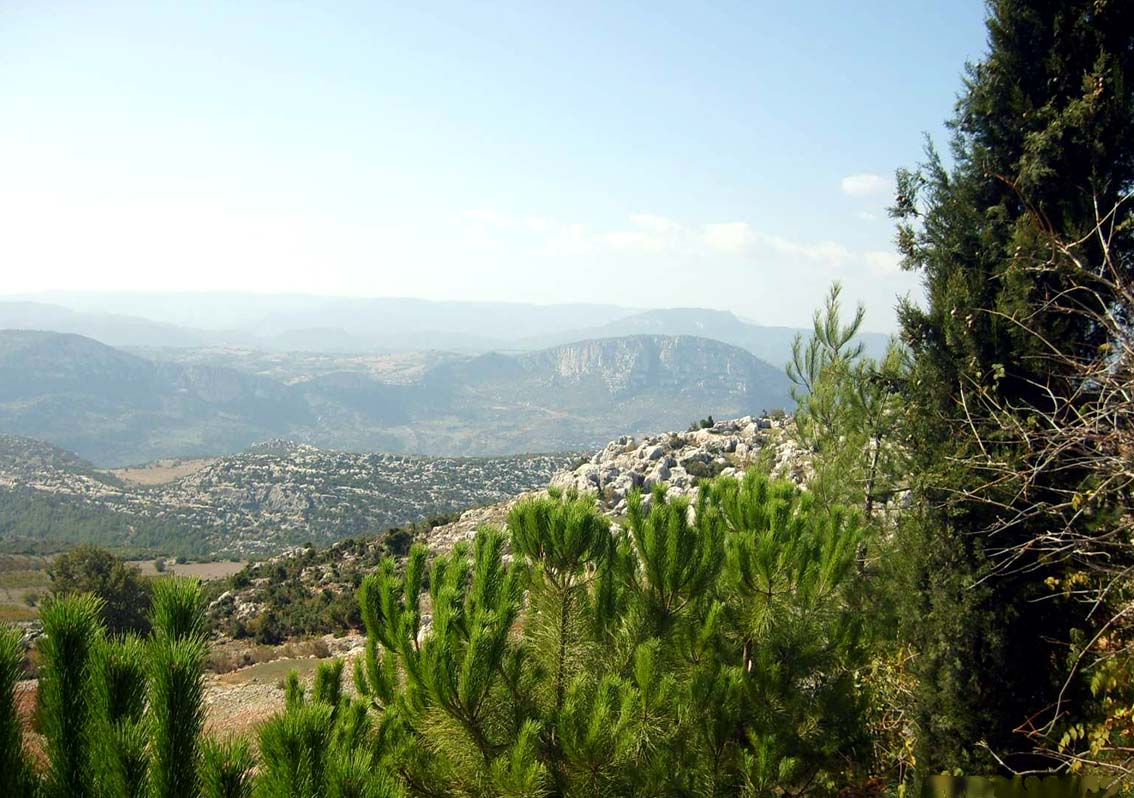
Prop de Mersin
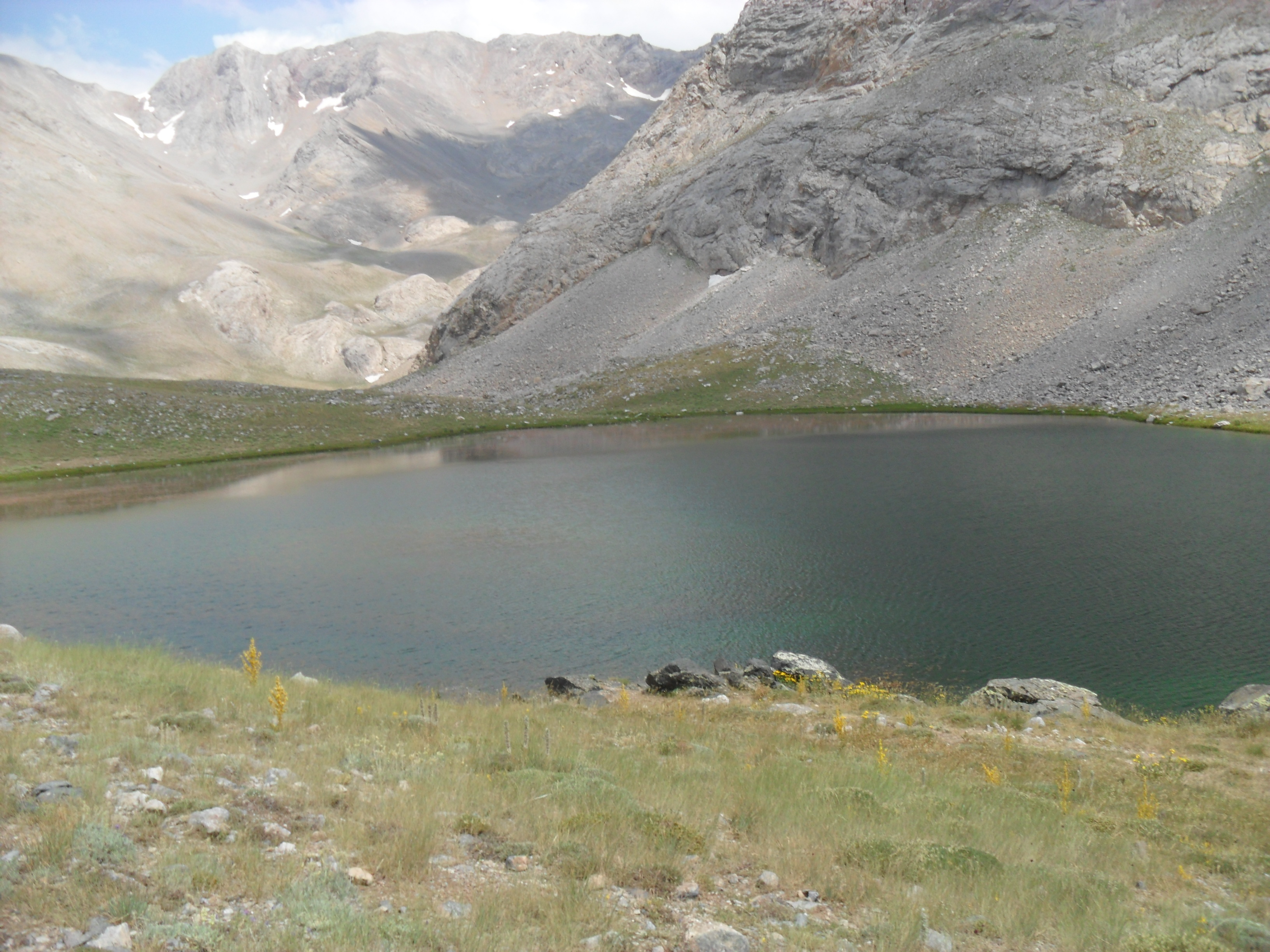
Llac (Karagöl) prop del cim

### Taure sud-oriental
Les muntanyes del sud-est de Taure formen el límit nord de la regió del sud-est d'Anatòlia i del nord de Mesopotàmia. Són les muntanyes Nurhak, les muntanyes Malatya, les muntanyes Maden, les muntanyes Genç i les muntanyes Bitlis. Es troben a la conca hidrogràfica del riu Eufrates i el riu Tigris.

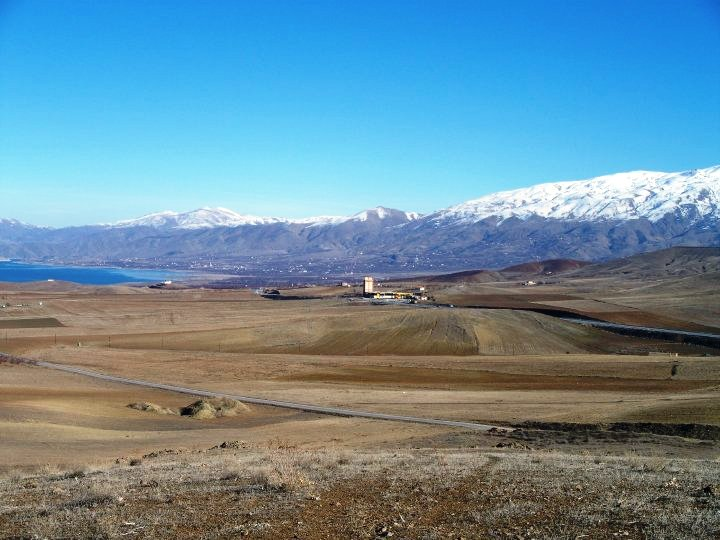
El districte del castell de Malatya i el sud-est de Taure
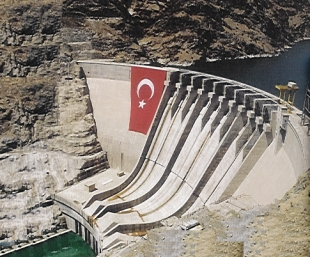
Presa de Karakaya

## Geologia
Les muntanyes Taure es van formar per la col·lisió de les plaques tectòniques africana i euroasiàtica. La roca subjacent predominant és la pedra calcària. A les muntanyes d'Aladaglar i Bolkar, la pedra calcària s'ha erosionat per formar paisatges càrstics de cascades, rius subterranis i algunes de les coves més grans d'Àsia. El riu Manavgat neix als vessants sud de la serralada de Beydaglari.
Les suntanyes Taure estan dividides en diverses cadenes paral·leles i arriben fins a 4.000 metres en alguns llocs. L'erosió al llarg de falles geològiques i a través de les valls fluvials no va poder seguir el ritme de l’elevació alpina perquè aquesta aquí va ser especialment violent. Les muntanyes continuen en un arc enorme a través del sud-est de Turquia i milers de quilòmetres cap a les muntanyes perses Elburz o Zagros i l'Hindu Kush. Moltes d'aquestes regions es veuen afectades periòdicament pels terratrèmols i també pel vulcanisme quan es desplacen parts de l'escorça terrestre.
Els sistemes de cadenes paral·leles que funcionen en direcció nord-est-sud-oest, com són típics a l'Anatòlia central, també es produeixen a l'est de Taure. Cap a l'est s'estenen cada cop més. L'alçada de les serres individuals és d'entre 3.000 i 4.400 m, les zones de vall entre les serralades al voltant de 2.000 m.
Al voltant del llac Van, a mig camí entre el nord de l'Iraq i Armènia, les zones muntanyoses del Taure es troben amb les terres altes armènies. Aquí, cadenes senceres de volcans han creat poderoses mantes volcàniques. Al costat de l'Ararat (5.137 m) i Mount Süphan (4.058) m) són el volcà Nemrut (3.050 m) i més a l'oest Erciyes Dağı (3891 m) i Mont Hasan (3.268 m) per esmentar.
Les terres altes estan intensament plegades i van formar una varietat de conques tectòniques, algunes de les quals es van convertir en planures a través dels sediments fluvials. Això vol dir que també hi ha uns quants llacs grans a la regió.

## Clima
Les muntanyes tenen un clima mediterrani, amb estius secs i hiverns plujosos. Les temperatures varien amb l'elevació, amb hiverns càlids als vessants costaneres inferiors i hiverns freds a l'alta muntanya i a l'interior.

## Flora i fauna
A cotes més baixes, predomina la vegetació boscosa i boscos d'alzines perennes i pi turc (Pinus brutia), i zones de matolls de màquia. Per sobre dels 1.200 metres d'altitud hi ha boscos muntanyosos de pi negre (Pinus nigra), cedre del Líban (Cedrus libani), avet Taurus (Abies cilicica) i ginebre (Juniperus). Els alts cims són la llar de prats alpins.

## Història

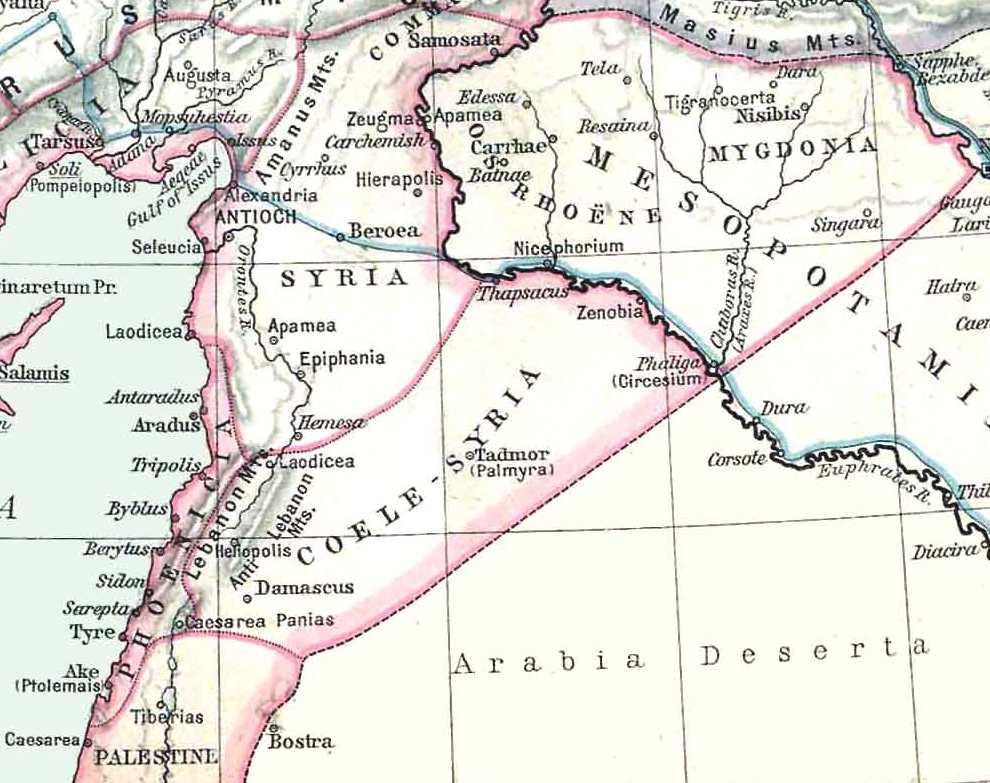
Amanus prop del golf d'Issos i d'Antioquia

### Prehistòria i època romana
El toro era el símbol comú per representar els antics déus de la tempesta del Pròxim Orient, d'aquí la constel·lació del Taure, i d'aquí el nom de les muntanyes. Les muntanyes són un lloc de molts temples antics dels déus de les tempestes. Els antics sirians consideraven que les tempestes torrencials a aquestes muntanyes eren l'obra del déu de les tempestes Adad per fer pujar i inundar els rius Tigris i Eufrates i, per tant, fertilitzar la seva terra. Els hurrites, probablement originadors dels diversos déus de la tempesta de l'antic Pròxim Orient, eren un poble que els estudiosos moderns situen a les muntanyes del Taure en els seus orígens més antics.
Hi ha un jaciment arqueològic de l'edat del bronze, on es van trobar proves primerenques de la mineria d'estany, que es troba a Kestel. El coll conegut a l'antiguitat com les Portes de Cilicia travessa la serralada al nord de Tars.
La serralada d'Amanus al sud de Turquia és on les muntanyes Taure s'aixequen a mesura que s'uneixen tres plaques tectòniques. L'Amanus és una frontera natural: a l'oest és Cilícia, a l'est és Síria. Hi ha uns quants passos, com la Porta d'Amanian (Pas de Bahçe), que tenen una gran importància estratègica. L'any 333 aC a la batalla d'Issos, Alexandre el Gran va derrotar a Darios III als contraforts de la costa entre aquests dos passos. En el període del Segon Temple, els autors jueus que pretenien establir amb més precisió la definició geogràfica de la Terra Promesa, van començar a interpretar el mont Hor com una referència a la serralada d'Amanus de les muntanyes Taure, que marcava el límit nord de la plana siriana.

### Període tardoromà fins a l'actualitat
Durant la Primera Guerra Mundial, el sistema ferroviari alemany i turc a través de les muntanyes del Taure va demostrar ser un objectiu estratègic important dels aliats. Aquesta regió va ser esmentada específicament com un objectiu controlat estratègicament previst per a la rendició als Aliats en l'Armistici, que va posar fi a les hostilitats contra l'Imperi Otomà.

## Atraccions
A més de l'excursionisme i l'escalada de muntanya, hi ha dues estacions d'esquí a la serralada, una a Davras uns 25 km (16 mi) de les dues ciutats més properes d'Egirdir i Isparta, la segona és Saklıkent 40 km (25 mi) de la ciutat d'Antalya.
El viaducte de Varda, situat a les línies ferroviàries Konya-Adana al poble de Hacıkırı a la província d'Adana, és pont ferroviari de 98 m d'alçària construït a la dècada de 1910 pels alemanys.

## Bibliografiа addicional
- Yener, K.A. The Domestication of Metals: The Rise of Complex Metal Industries in Anatolia Brill, Leiden, 2000, p. 91. ISBN 90-04-11864-0.
- Eric Dinerstein, David Olson, et al. (2017). An Ecoregion-Based Approach to Protecting Half the Terrestrial Realm, BioScience, Volume 67, Issue 6, juny 2017, Pages 534–545; Supplemental material 2 table S1b.
- Mansourian, Stephanie & Rossi, Magali & Vallauri, Daniel. (2013). Ancient Forests in the Northern Mediterranean: Neglected High Conservation Value Areas. 10.13140/2.1.5170.4640.
- «History of Antalya».   Lonely Planet.
- «Turkey's Tourism Renaissance».   Al-monitor.com.
- «Selçuklular devrinde Antalya».   Sabah.com.tr. [Consulta: 5 març 2022].
- «Internet History Sourcebooks».   sourcebooks.fordham.edu. [Consulta: 21 octubre 2016].
- Prothero, G.W.. H.M. Stationery Office. Anatolia, 1920, p. 113.
- «Antalya Climate and Weather Averages, Antalya Coast».   Weather2Travel. [Consulta: 23 agost 2013].
- «Resmi İstatistikler: İllerimize Ait Mevism Normalleri (1991–2020)» (en turc).   Turkish State Meteorological Service.
- «Klimatafel von Antalya / Türkei» (en alemany). Baseline climate means (1961–1990) from stations all over the world.   Deutscher Wetterdienst.
- «Genel Bilgi» (en turc).   Antalya Directorate of Culture and Tourism. [Consulta: 9 abril 2016].
- Orbasli, Aylin. Taylor & Francis. Tourists in Historic Towns: Urban Conservation and Heritage Management, 2002, p. 123–7. ISBN 9781135801663 [Consulta: 9 abril 2016].